# 费尔森别墅
费尔森别墅（Villa Fersen）又名少年之爱别墅（Villa Lysis），是意大利卡普里岛的一座别墅，由法国实业家和诗人费尔森（Jacques d'Adelswärd-Fersen）建于1905年，献给他的情人切萨里尼（Nino Cesarini）。费尔森因与这位巴黎男学生的绯闻而离开法国，双双到卡普里岛隐居。
1923年费尔森因吸食可卡因过量自杀身亡，切萨里尼将别墅卖给费尔森的妹妹日尔曼（Germaine），自己到罗马居住。到1980年代，费尔森别墅已沦为废墟。1985年，其产权变为国有。1990年代，费尔森别墅由托斯卡纳设计师马尔切洛·奎里科尼进行了修复，并向游客开放，有时也举办文化活动。2010年，费尔森别墅挂牌出售，包括450平方米的建筑和12000平方米的花园。
费尔森别墅为新艺术运动与新古典主义风格。前台阶上有拉丁文题词“爱与悲伤的圣地”（AMORI ET DOLORI SACRVM），表达费尔森的观点。费尔森亦用古希腊柏拉图的“少年之爱”一词，来描述他与切萨里尼的同性恋情，并命名他的别墅。
费尔森别墅拥有大理石楼梯，铁艺栏杆，楼上下均有可观看那不勒斯湾美景的卧室。位于地下的鸦片室，命名为中国室。

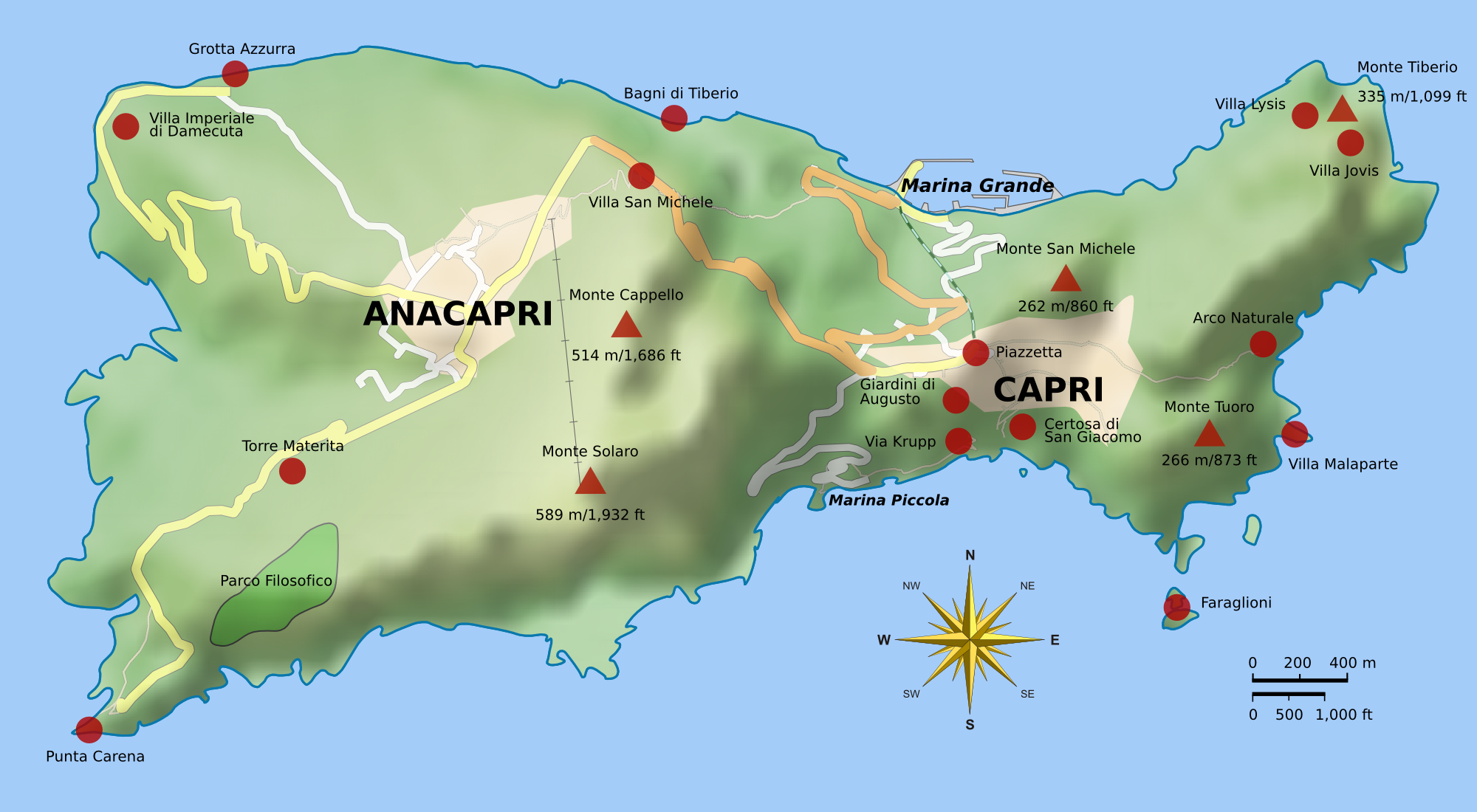

少年之爱别墅的东南偏东数百米处，是古罗马皇帝提贝里乌斯在卡普里岛的12座别墅之一——朱庇特别墅遗址。

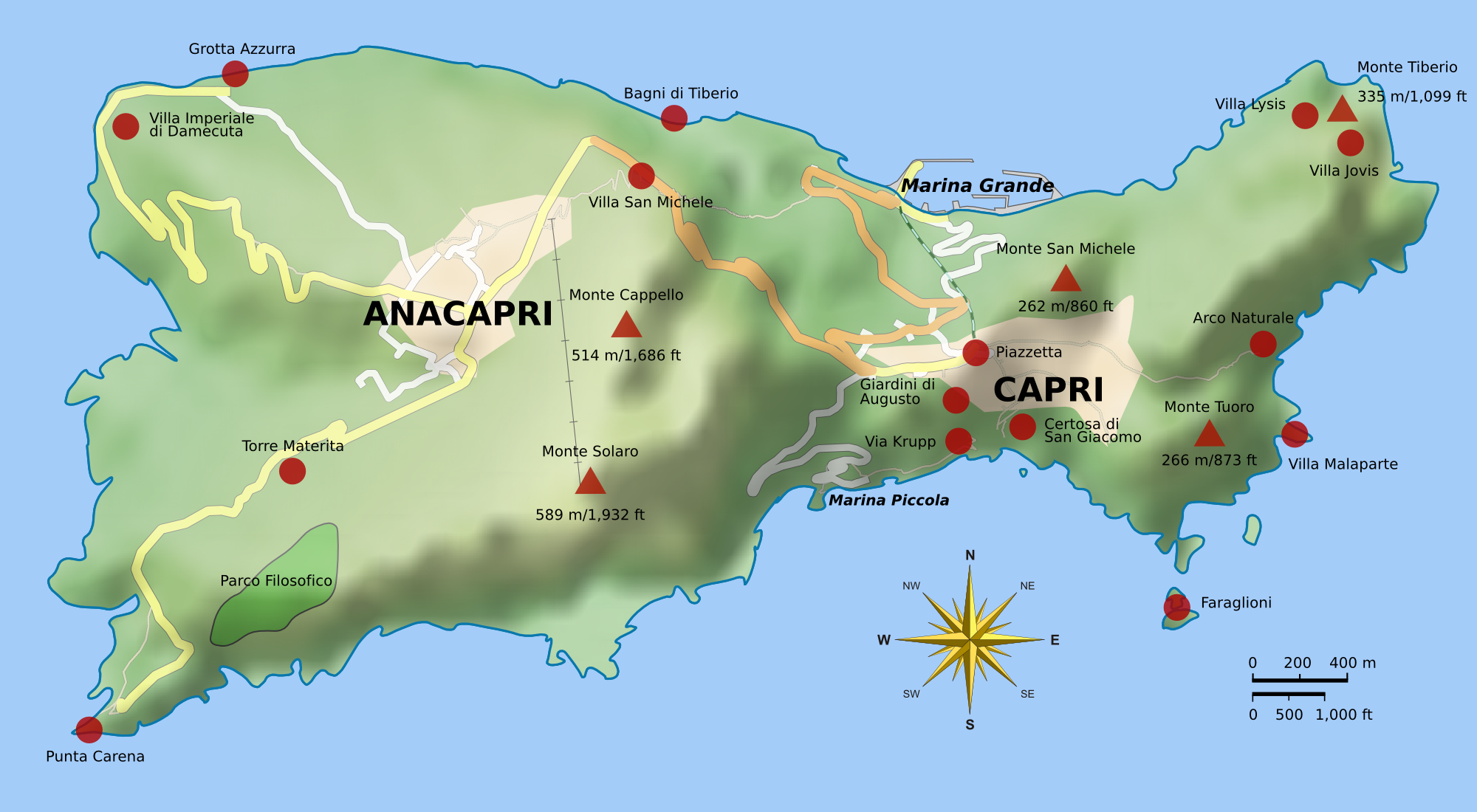
地图
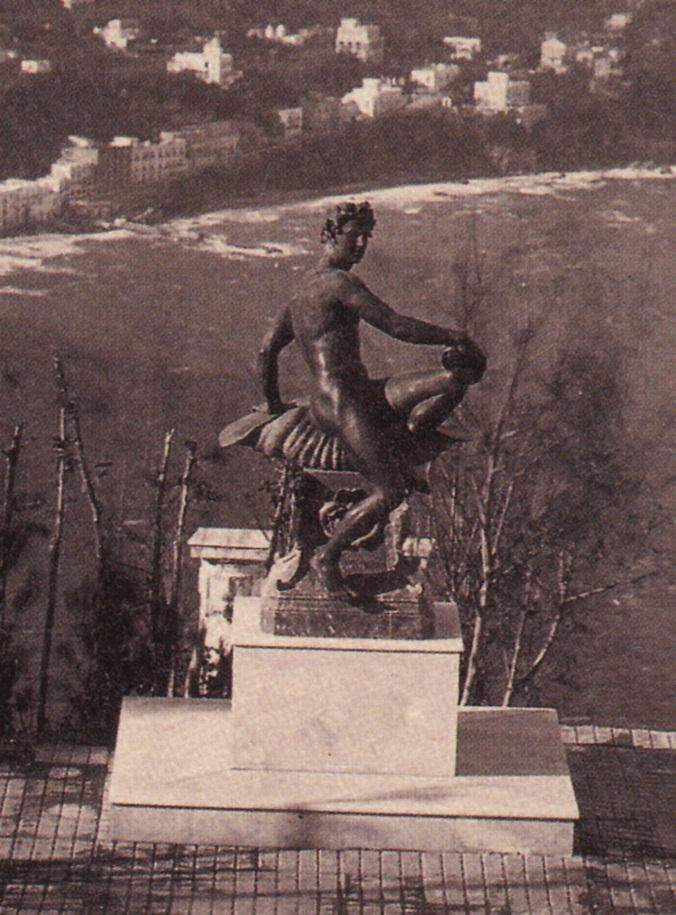
雕塑
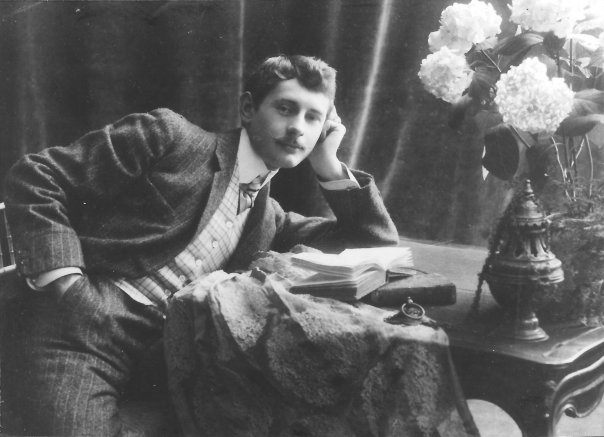
费尔森
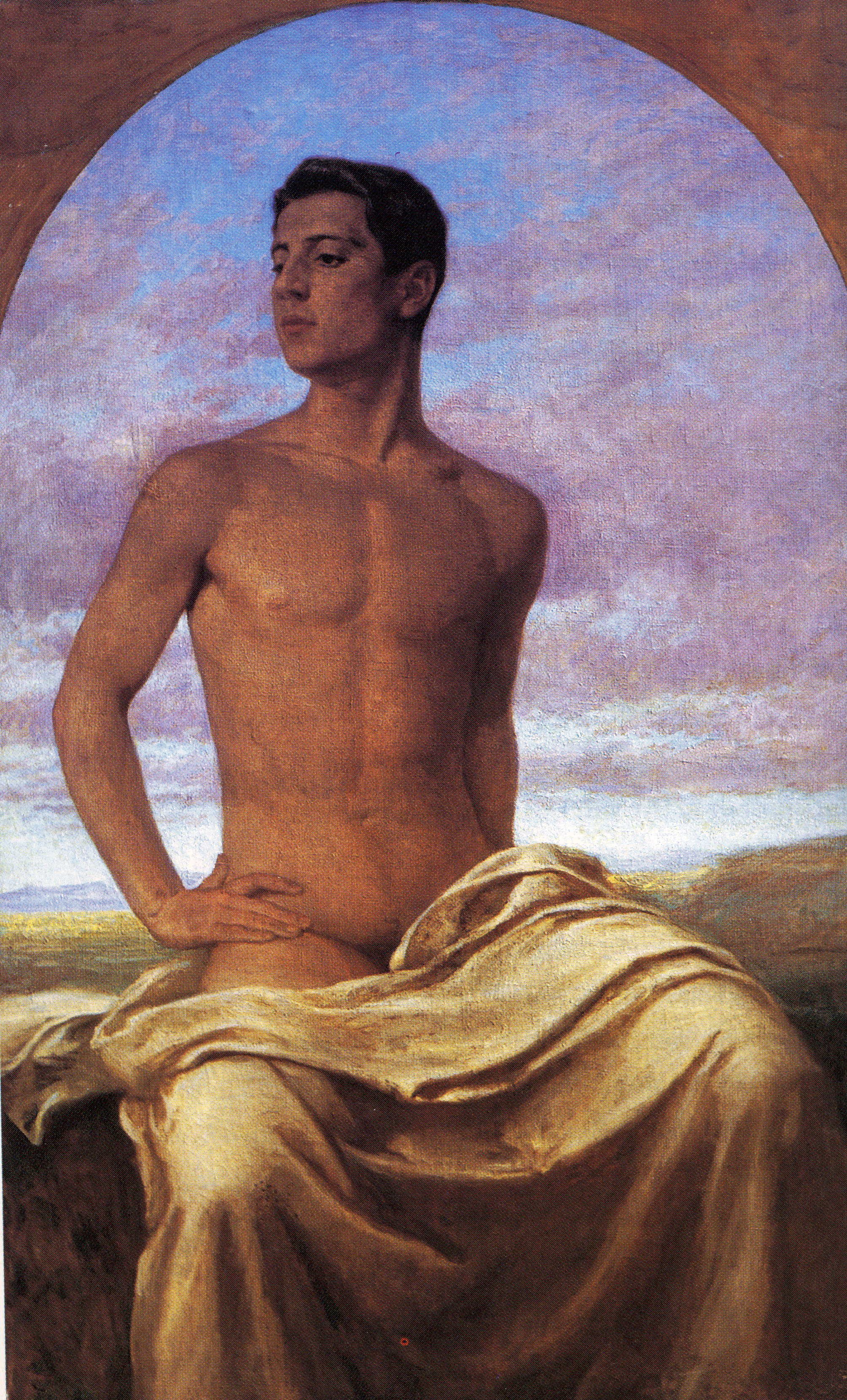
切萨里尼